# امیرحسین میراسماعیلی
امیرحسین میراسماعیلی، (متولد ۲۵ شهریور، ۱۳۶۶ در بابلسر) روزنامه‌نگار روزنامه جهان صنعت بود. وی سال‌ها در ایران به روزنامه‌نگاری مشغول بود تا اینکه در سال ۱۳۹۷، به اتهام تشویش اذهان عمومی، توهین به مقامات نظام جمهوری اسلامی و توهین به مقدسات به حبس محکوم شد.

## حرفه
امیرحسین میراسماعیلی روزنامه‌نگاری را از سال ۱۳۹۰ و با روزنامه قانون آغاز کرد. او در این روزنامه خبرنگار ورزشی بود و در کنارش و در صفحه بی‌قانون این روزنامه، طنز می‌نوشت.
او از سال ۱۳۹۵ و با توقیف روزنامه قانون، به روزنامه جهان صنعت رفت و در این روزنامه علاوه بر طنزنویسی، خبرنگار حوزهٔ اجتماعی شد. همزمان برای روزنامه اعتماد گزارش‌های ورزشی تهیه می‌کرد و در رادیو ایران نیز به نویسندگی و اجرای برنامه طنز ورزشی مشغول بود.
میراسماعیلی یک سال در ایران و به‌طور مخفیانه نویسندگی برنامه طنز «سالی‌تاک» شبکهٔ منوتو را بر عهده داشت و پس از سفر به ترکیه نیز تا یک سال دیگر این همکاری ادامه یافت.

## اتهامات
امیرحسین میراسماعیلی، روز ۲ اردیبهشت ۱۳۹۷ در توییتر خود، به زبان طنز از احمد علم‌الهدی - امام جمعه مشهد - انتقاد کرد و اظهار داشت که امام جمعه مشهد حق ندارد با سوءاستفاده از نام امام هشتم شیعیان، در مشهد نقشی فراقانونی ایفا کند و مانع از اجرای کنسرت‌های موسیقی شود. وی در توییت خود نوشت:
«دربارهٔ علت شهادت امام رضا دوتا روایت هست که یکیش میگه ایشون با خوردن انگور مسموم شدن دیگری میگه علتش آب انار بوده، پس صددرصد ایشون به آب انگور و چیپس و ماست هم علاقه داشتن. اونوقت علم‌الهدی میگه رقص و موسیقی هتک حرمت به امام رضاست! برو خالی نبند امام رضا از خودمونه بابا.»
همین توییت باعث شد تا اکانت‌های وابسته به حکومت ایران در فضای مجازی به او حمله کنند و با هشتگ #خبرنگار_هتاک خواهان بازداشت فوری او شوند.
روز ۳ اردیبهشت ۱۳۹۷ نیز عده‌ای از مداحان و شهروندان مذهبی در تهران، مقابل دادستانی تهران تجمع کردند و شعار دادند که: «خبرنگار هتاک، اعدام باید گردد.»
همان روز امیرحسین میراسماعیلی در توییت دیگری نوشت که منظور او از آن توییت، بی‌احترامی به اعتقادات شیعیان نبوده و او فقط خواسته تا از امام جمعه مشهد انتقاد کند. در همین زمان توهین‌ها و تهدیدهات به سوی او و خانواده‌اش سرازیر شد و عده‌ای از بسیجی‌ها نیز به محل کار برادر و مادر او حمله کردند.

### دستگیری
روز ۴ اردیبهشت ۱۳۹۷ امیرحسین میراسماعیلی تصمیم گرفت برای دور بودن از حملات و تهدیدها به‌طور موقت به کشور گرجستان سفر کند، اما در فرودگاه امام خمینی تهران بازداشت شد و توسط مأموران سازمان اطلاعات سپاه پاسداران به زندان اوین منتقل شد.

### آزادی با وثیقه و بازداشت مجدد
امیرحسین میراسماعیلی به مدت یک هفته در سلول انفرادی و به مدت ۱۸ روز در سلولی ۸ نفره زندانی بود، تا اینکه با تودیع وثیقه‌ای ۲۰۰ میلیون تومانی و تا زمان تشکیل دادگاه آزاد شد. او که همزمان با دستگیری، از روزنامه جهان صنعت و رادیو ایران اخراج شده بود، پس از آزادی مجدداً به نوشتن در اکانت‌های شخصی خود روی آورد و در مورد اتفاقات سیاسی روز می‌نوشت. همین اتفاق باعث شد تا پس از یک توییت از طرف او که نسبت به هزینه‌کرد کمیته امداد در فلسطین انتقاد کرده بود، احضاریه‌ای از سوی دادسرای فرهنگ و رسانه تهران برای او ارسال شود. وی مجدداً در تاریخ ۲۱ تیرماه ۱۳۹۷ بازداشت شد.
قاضی این‌بار او را به زندان فشافویه تهران فرستاد. امیرحسین میراسماعیلی گفته‌است: «در این زندان آب آشامیدنی سالم وجود ندارد، انواع حشرات و حیوانات در سلول‌ها رفت‌وآمد می‌کنند. تعداد سرویس‌های بهداشتی به تعداد یک عدد برای ۵۰ نفر است و درحالی که خبری از دستگاه تهویه هوا نیست، ۳۵ زندانی را در سلول‌های ۹ نفره قرار می‌دهند.»

### محکومیت
این روزنامه‌نگار پس از گذشت ۱ ماه و با تودیع وثیقه ۲۰۰ میلیون تومانی دیگر، از زندان آزاد شد. سپس یک هفته پس از آزادی، توسط شعبه ۲۰ دادگاه کارکنان دولت به تحمل ده سال و ده ماه حبس محکوم شد. او پس از اعلام اعتراض به حکم صادرشده، تا فروردین سال ۱۳۹۸ در ایران ماند و امیدوار بود تا حکمش لغو یا کاهش یابد، اما حکم صادرشده در دادگاه تجدیدنظر نیز عیناً تأیید شد.

## خروج از ایران
امیرحسین میراسماعیلی پس از خروج از ایران، در گفتگو با تلویزیون «منوتو» به بیان رنج‌ها و مشکلاتی که بر او تحمیل شد پرداخت و اعلام کرد که در ترکیه اعلام پناهندگی کرده‌است. 